# Felipe de Ferran y de Sacirera
Felipe de Ferran y de Sacirera (Barcelona, 1658 - Nápoles, 1715) conde de Ferran. Aristócrata, militar y diplomático español partidario de la Casa de Austria durante la Guerra de Sucesión Española, fue nombrado embajador de los Tres Comunes en La Haya durante la Campaña de Cataluña (1713-1714). 
Ya en 1701 rechazó la sucesión española en la persona de Felipe V y fue encarcelado en Zaragoza cuando iba en embajada a la corte de Madrid en protesta por el nombramiento de un nuevo virrey de Cataluña sin el consentimiento de las Cortes de Cataluña. En 1703 fue inhabilitado para ejercer cargos públicos. Liberado tras el desembarco de Carlos de Austria en Barcelona, éste le nombró conde de Ferran en 1706. Dos años después alzó un regimiento de veguerío del que fue nombrado coronel. En 1713, durante la negociación del Tratado de Utrecht, los Tres Comunes de Cataluña le nombraron embajador en La Haya conjuntamente con marqués de Vilallonga y el marqués de Montnegre. En septiembre de 1714 aún gestionó con Jorge I de Gran Bretaña el Caso de los Catalanes. El 1715 emigró a Viena y Carlos de Austria le destinó a Nápoles donde murió poco después. 